# Haldia

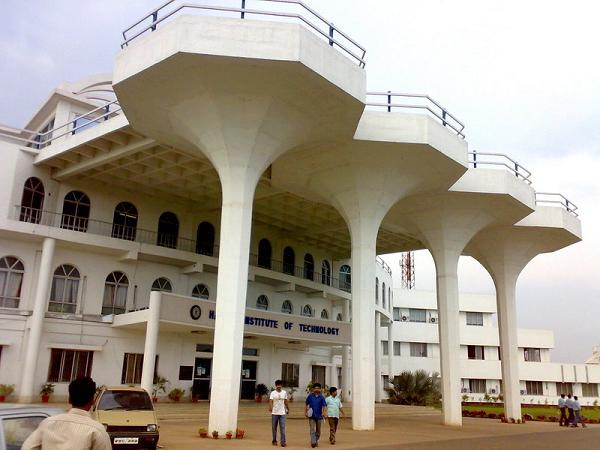
Instituto de Tecnología de Haldia

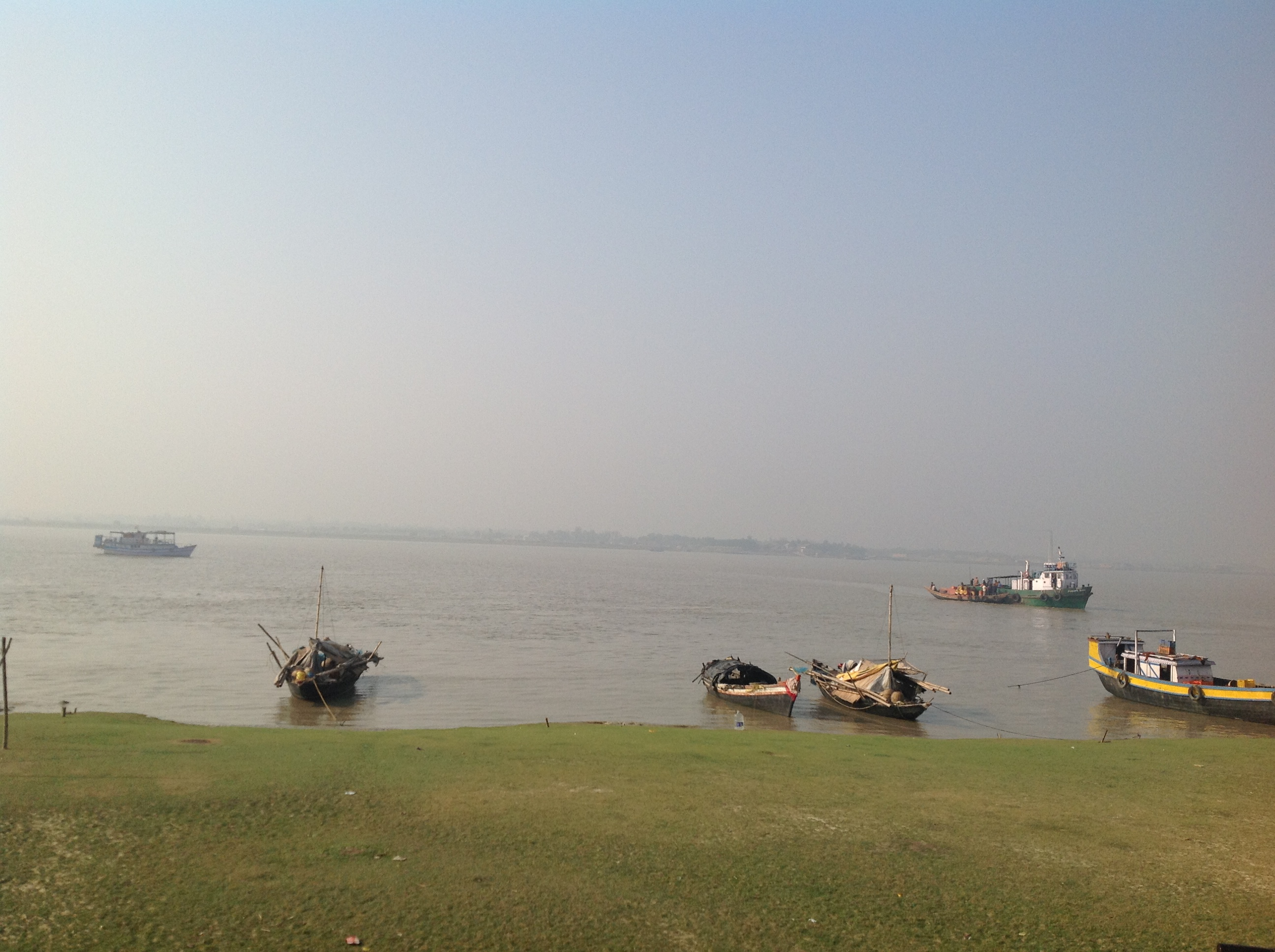
Río Haldi, cerca de Haldia.

Haldia es una ciudad portuaria industrial en el distrito de Midnapore oriental en el estado indio de Bengala Occidental. Es un importante puerto fluvial y cinturón industrial situado a unos 124 kilómetros al suroeste de Calcuta, cerca de la desembocadura del río Hugli, uno de los distributarios del Ganges. El municipio de Haldia está bordeado por el río Haldi, una rama del río Ganges. Haldia es un centro para muchas empresas petroquímicas, y se está desarrollando como un importante puerto comercial para Calcuta.

## Geografía
Haldia se encuentra en las coordenadas 22°02′N 88°04′E / 22.03, 88.06. Tiene una elevación media de 8 m.
Su población en 2011 era de 200 762 habitantes, de los cuales 104 852 eran hombres y 95 910 mujeres. La población de 0 a 6 años era de 21 122 habitantes. La tasa efectiva de alfabetización de los habitantes de más de 7 años era del 89,06 %.

## Clima
Haldia tiene un clima de sabana tropical (clasificación climática de Koppen Aw),con temperaturas invernales que van desde un mínimo de alrededor de 7 grados centígrados a un máximo de 22 °C. Los veranos pueden ser muy calurosos y húmedos. Las temperaturas habituales del verano en mayo, el mes más caluroso, oscilan entre un mínimo de 24 °C y un máximo de alrededor de 39 °C. Aunque los veranos son calurosos y húmedos, los chaparrones proporcionan un alivio, aunque algunos son muy violentos. Las precipitaciones son intensas durante los monzones, entre mayo y octubre, con una precipitación que supera los 1800 mm anuales, y los meses lluviosos son entre mayo y septiembre.
| Parámetros climáticos promedio de Haldia (1981–2010, extremes 1981–2007) | Parámetros climáticos promedio de Haldia (1981–2010, extremes 1981–2007) | Parámetros climáticos promedio de Haldia (1981–2010, extremes 1981–2007) | Parámetros climáticos promedio de Haldia (1981–2010, extremes 1981–2007) | Parámetros climáticos promedio de Haldia (1981–2010, extremes 1981–2007) | Parámetros climáticos promedio de Haldia (1981–2010, extremes 1981–2007) | Parámetros climáticos promedio de Haldia (1981–2010, extremes 1981–2007) | Parámetros climáticos promedio de Haldia (1981–2010, extremes 1981–2007) | Parámetros climáticos promedio de Haldia (1981–2010, extremes 1981–2007) | Parámetros climáticos promedio de Haldia (1981–2010, extremes 1981–2007) | Parámetros climáticos promedio de Haldia (1981–2010, extremes 1981–2007) | Parámetros climáticos promedio de Haldia (1981–2010, extremes 1981–2007) | Parámetros climáticos promedio de Haldia (1981–2010, extremes 1981–2007) | Parámetros climáticos promedio de Haldia (1981–2010, extremes 1981–2007) |
| Mes                                                                      | Ene.                                                                     | Feb.                                                                     | Mar.                                                                     | Abr.                                                                     | May.                                                                     | Jun.                                                                     | Jul.                                                                     | Ago.                                                                     | Sep.                                                                     | Oct.                                                                     | Nov.                                                                     | Dic.                                                                     | Anual                                                                    |
| ------------------------------------------------------------------------ | ------------------------------------------------------------------------ | ------------------------------------------------------------------------ | ------------------------------------------------------------------------ | ------------------------------------------------------------------------ | ------------------------------------------------------------------------ | ------------------------------------------------------------------------ | ------------------------------------------------------------------------ | ------------------------------------------------------------------------ | ------------------------------------------------------------------------ | ------------------------------------------------------------------------ | ------------------------------------------------------------------------ | ------------------------------------------------------------------------ | ------------------------------------------------------------------------ |
| Temp. máx. abs. (°C)                                                     | 32.3                                                                     | 37.7                                                                     | 37.8                                                                     | 40.4                                                                     | 40.9                                                                     | 39.9                                                                     | 38.2                                                                     | 36.9                                                                     | 35.8                                                                     | 36.9                                                                     | 35.5                                                                     | 32.0                                                                     | 40.9                                                                     |
| Temp. máx. media (°C)                                                    | 25.8                                                                     | 28.6                                                                     | 31.9                                                                     | 33.1                                                                     | 33.7                                                                     | 33.1                                                                     | 31.8                                                                     | 31.8                                                                     | 31.9                                                                     | 31.9                                                                     | 30.0                                                                     | 27.2                                                                     | 30.9                                                                     |
| Temp. mín. media (°C)                                                    | 14.7                                                                     | 18.5                                                                     | 22.8                                                                     | 25.8                                                                     | 26.8                                                                     | 27.2                                                                     | 26.8                                                                     | 26.7                                                                     | 26.3                                                                     | 24.6                                                                     | 20.2                                                                     | 15.7                                                                     | 23.0                                                                     |
| Temp. mín. abs. (°C)                                                     | 9.1                                                                      | 10.4                                                                     | 15.7                                                                     | 18.3                                                                     | 10.7                                                                     | 21.0                                                                     | 22.3                                                                     | 22.0                                                                     | 22.0                                                                     | 19.3                                                                     | 12.5                                                                     | 10.9                                                                     | 9.1                                                                      |
| Lluvias (mm)                                                             | 15.7                                                                     | 28.2                                                                     | 36.3                                                                     | 63.5                                                                     | 108.0                                                                    | 308.8                                                                    | 380.7                                                                    | 367.8                                                                    | 343.5                                                                    | 160.7                                                                    | 47.9                                                                     | 3.1                                                                      | 1864.3                                                                   |
| Días de lluvias (≥ 1 mm)                                                 | 1.0                                                                      | 1.6                                                                      | 1.8                                                                      | 3.3                                                                      | 6.3                                                                      | 12.5                                                                     | 17.4                                                                     | 17.4                                                                     | 14.1                                                                     | 6.2                                                                      | 1.6                                                                      | 0.4                                                                      | 83.8                                                                     |
| Humedad relativa (%)                                                     | 58                                                                       | 60                                                                       | 66                                                                       | 75                                                                       | 78                                                                       | 81                                                                       | 84                                                                       | 84                                                                       | 83                                                                       | 74                                                                       | 67                                                                       | 61                                                                       | 73                                                                       |
| Fuente: India Meteorological Department                                  |                                                                          |                                                                          |                                                                          |                                                                          |                                                                          |                                                                          |                                                                          |                                                                          |                                                                          |                                                                          |                                                                          |                                                                          |                                                                          |

## Industria
Entre las varias factorias importantes figuran: South Asian Petrochemicals Ltd, Indian Oil Corporation Limited (IOCL), Haldia Energy Limited, Exide, Shaw Wallace, Tata Chemicals, Haldia Petrochemicals, India Power Corporation Ltd., Hindustan Lever, Mitsubishi Chemical Corporations, S.J.Constructions y LTC&Co.
En la ciudad hay una importante comunidad de japoneses que trabajan en la Mitsubishi Chemical Corporation de ácido tereftálico purificado. Haldia es la única ciudad de la India que tiene un Japantown, también llamado Little Tokio o Nihonmachi (日本町).